# TrustPort
TrustPort a.s. é uma companhia de software para segurança,  situado em Brno, República Tcheca. Seus produtos são focados em três áreas principais de computador e proteção de dados. A primeira área é a de proteção contra vírus, spyware, e malware no geral. TrustPort implementa sua própria tecnologia antivirus, usando múltiplas  maquinas de procura, licenciadas por várias produtoras de antivírus. A segunda área é a filtragem de dados indesejados, como spam ou conteúdo de website censurável. TrustPort desenvolve uma tecnologia de filtragem, baseada em  regras simples e análise heurística. A terceira área é a de confidencialidade e autenticidade de dados eletrônicos. Criptografia simétrica e assimétrica estão sendo usadas na  tecnologia TrustPort para criptografia de dados e assinatura eletrônica. A solução TrustPort abrange da proteção de computadores individuais (pessoais) a proteção de toda a rede. 

## História

### Antes da fundação da companhia
TrustPort foi precedida pela AEC (originada da abreviação de Association for Electronics and Computers), fundada em 1991. AEC vendida software e provia serviços no campo de segurança de dados. Já em 1993, a companhia começou a desenvolver seu próprio software de segurança, em adição a produtos de outros desenvolvedores.  Os produtos originais para software da AEC dos anos de 1990s foram em geral  batizados como IronWare. Eles incluíram por exemplo IronWall para criptografia de arquivos, IronBridge para  proteção de redes de comunicação, IronMail para criptografia de correio eletrônico, e IronFolder para  criptografia e decriptografia automática em arquivos específicos. Mesmo esses  produtos iniciais indicavam algumas futuras direções  para os programas vendidos sob a marca TrustPort.
O software gradualmente se tornou famoso como IronWare Security Suite. Em Setembro de 2000, baseado em contratos prévios entre a AEC e a Norman ASA, os direitos do produto IronWare Security Suite  e a equipe  de desenvolvimento passaram a fazer parte da Norman, e o software foi renomeado como Norman Security Suite. A AEC continuou a vender o software como  parceiro comercial da Norman. Em Março de 2002, a  AEC novamente começou a desenvolver um software de sua própria produção, e assim foram apresentados o DataShredder, TrustMail, e TrustPort Encryption na CeBIT computer expo. DataShredder foi projetado  para remoção irreversível de dados sensíveis, TrustMail para criptografia e assinatura de dados, TrustPort Encryption para  criptografia de arquivos, ambos aplicados em computadores pessoais ou  redes e dispositivos móveis.
Em Janeiro de 2003, a AEC lançou a TrustPort Certification Authority, a primeira autoridade certificadora na República Tcheca, que suportava digital timestampimg. Em Abril de 2003, a segunda versão do TrustMail foi lançada, implementando a tecnologia timestamping. Em 2003, a solução de segurança compreensiva chamada TrustPort Phoenix Rebel começou a tomar forma, pedaço por pedaço. A ideia era  construir um solução de software unificada, integrando diferentes elementos, essenciais para a segurança de computadores, como antivírus, anti-spam, firewall, ou criptografia; ao mesmo tempo, tanto em computadores pessoais quanto nos servidores a serem protegidos.
Em 2005, todos os blocos do TrustPort Phoenix Rebel estavam completos. Toda a solução era originalmente dividida em três principais produtos, TrustPort Phoenix Rebel Workstation, TrustPort Phoenix Rebel Servers, compreendendo o  acesso antivírus, acesso anti-spam e  firewall de rede, e finalmente TrustPort Phoenix Rebel Management. O primeiro produto ficou conhecido gradualmente como TrustPort Workstation, enquanto o segundo produto se tonou conhecido como TrustPort Internet Gateway. Em Maio de 2007, a AEC apresentou o TrustPort WebFilter, um produto de  acesso para bloquear conteúdos indesejados da web.

### Desde a fundação da companhia
Em Novembro de 2007, um acordo de aquisição entre a AEC e Cleverlance foi assinado. Cleverlance se tornou a nova dona da  AEC  e tomou uma decisão estratégica para formar  uma companhia separada, fora do departamento de desenvolvimento da  AEC. Em Março de 2008, a nova companhia foi oficializada  entrando como uma marca registrada da República Tcheca, sob o nome de TrustPort, com Jiří Mrnuštík como chief executive officer.  A AEC continuou a vender  software TrustPort  como um revendedor da marca. AEC e TrustPort mudaram para novos escritórios na Spielberk Office Centre em Junho de 2008.
Em Abril de 2008, foram feitas duas grandes mudanças nos produtos do portfólio da TrustPort. TrustPort Workstation  foi renomeada como TrustPort PC Security, para que o nome do produto pudesse se alinhar com os produtos  das companhias  competidoras. Ao mesmo tempo, TrustPort Antivirus foi estabilizado como um produto único,  para os clientes que não procuravam uma suíte de segurança compreensiva, mas precisavam de uma proteção eficiente.
Em Novembro de  2008, uma inovadora  linha de  produtos básicos , que consiste do TrustPort Antivirus 2009 e TrustPort PC Security 2009,  foi introduzida no mercado, caracterizada por uma atualizada  interface gráfica de usuário, tecnologia de controle de bloqueio parental  e várias outras inovações. Janeiro de 2009 marcou o lançamento do TrustPort Antivirus USB Edition, logo renomeada como TrustPort USB Antivirus, um pedaço do software de antivírus especificamente desenvolvido para proteção de flash drives.
Houve uma mudança no gerenciamento da companhia em Fevereiro de 2009. Vladislav Němec se tonou o novo chief executive officer da TrustPort. Ao longo do ano, acordos comerciais foram estabelecidos ou reforçados com várias distribuidoras importantes pelo mundo, por exemplo no Reino Unido, Canadá, Itália, Índia, México, Espanha e França. Em Novembro de  2009, TrustPort Antivirus 2010 e TrustPort PC Security 2010 foi lançado para venda. Entre os novos recursos, atualizações automáticas do software plugins para usuários de e-mails, e seleção de idiomas a qualquer momento foram as mudanças mais notáveis. Em Abril de 2010, TrustPort eSign Pro estendeu o portfólio de produtos da empresa. 
Para atender as  diferentes necessidades dos diferentes clientes, a companhia reformou seu portfólio em Setembro de 2010. Para usuários domésticos e Pequenas empresas, três ao invés de duas alternativas de produtos foram apresentados, começando com TrustPort Antivirus 2011, seguido pelo TrustPort Internet Security 2011 e TrustPort Total Protection 2011. Para Médios e Grandes Negócios, uma solução compreensiva, TrustPort Security Elements foi posta no mercado, com quatro diferentes níveis de proteção disponíveis. TrustPort Security Elements foi desenvolvida como um pacote de software que irá proteger vários elementos de uma rede heterogênea.. 

## Produtos atuais

### Casa e pequenas empresas
TrustPort Antivirus
Software de segurança compacto para computadores pessoais, providenciando proteção essencial contra vírus e spyware.
TrustPort Internet Security
Suíte de segurança compreensiva para computadores pessoais que consiste em antivírus, antispyware, antispam, firewall pessoal, e bloqueio parental.
TrustPort Total Protection
Suíte de segurança estendido para computadores pessoais, incluindo antivírus, antispyware, antispam, firewall pessoal, bloqueio parental, criptografia e ferramentas de  retalhamento.
TrustPort USB Antivirus
Software de segurança portátil para flash drives, incluindo antivírus, antispyware, criptografia e ferramentas de retalhamento

### Médias e Grandes empresas
TrustPort Security Elements
Pacote de Software de segurança para proteção de computadores de redes corporativas. Tem quatro níveis, dependendo da extensão da proteção.
TrustPort Small Business Server
Software de segurança  para proteção de computadores, servidores de arquivo e de toda rede.
TrustPort Net Gateway
Software de segurança modular para a proteção de redes de computadores privados que consiste em antivírus para e-mail, antispam, antivírus web, web filter e firewall.
TrustPort WebFilter
Software de segurança para controle corporativo de tráfego web, pelo qual permite monitoramento e bloqueio de conteúdo indesejado da web.
TrustPort Antivirus Business
Versão corporativa do TrustPort Antivirus, administrando múltiplos computadores em rede usando um console central de gerenciamento.
TrustPort PC Security Business
Versão corporativa do TrustPort PC Security, administrando múltiplos computadores em rede usando um console central de gerenciamento.
TrustPort Antivirus for Servers
Variação do TrustPort Antivirus para servidores, implementando múltiplo exame de dados infectados.
TrustPort eSign Pro
Software de segurança para computadores pessoais, consistindo de ferramentas para criptografia de documentos, descriptação, sinalização eletrônica e validação de documentos.

### Outras soluções
TrustPort Certification Authority
Software de servidor para emissão,  verificação, e revogação de certificados digitais.
TrustPort Timestamp Authority
Software de servidor para emissão de carimbos, confirmando a existência de um documento  num dado momento.
TrustPort PKI SDK
Conjunto de ferramentas para criar e modificar  aplicações, usando  infraestrutura publica chave original

## Testes independentes
Os produtos da TrustPort são testado regularmente e premiados por laboratórios independentes de teste. Em Outubro de  2006, TrustPort Antivirus foi testado pela Virus Bulletin, e obteve o prêmio VB100 pela primeira vez. No mesmo mês, testado pela AV-Comparatives,  recebeu o primeiro prêmio AV-Comparatives Advanced+ para o TrustPort Antivirus.  Em Fevereiro de 2009, TrustPort PC Security foi testado pela PC Security Labs, e ganhou o prêmio PC Security Labs Excellent pela primeira vez. Em Janeiro de 2010, West Coast Labs testou TrustPort Antivirus. Como resultado, o produto ganhou o prêmio Checkmark em duas categorias.